# Собор Альмудена
Собор Са́нта-Мари́я-ла-Реа́ль-де-ла-Альмуде́на (исп. la catedral de Santa María La Real de La Almudena) — кафедральный собор архиепархии Мадрида. Расположен напротив Оружейной площади Королевского дворца и посвящён Богородице Альмудене. Название в переводе с арабского означает «крепость» или «плацдарм», так как, по преданию, фигурка Девы Марии была найдена в стене старинной арабской крепости.

## История
В Мадриде не было кафедрального собора, так как он не являлся центром епархии. 9 марта 1884 года папа Лев XIII издал буллу Romani Pontifices, которой учредил епархию Мадрида-Алкалы.
4 апреля 1884 года Альфонс XII заложил первый камень будущего собора, который должен был стать усыпальницей его первой жены и кузины Марии де лас Мерседес Орлеанской и Бурбон, скончавшейся от туберкулёза через 6 месяцев после свадьбы. Первоначальный проект в неоготическом стиле был сделан маркизом Франсиско де Кубасом. В 1911 году была открыта для культа усыпальница в неороманском стиле, довольно тёмная, в которой собирались похоронить Марию де Лас Мерседес. В её капеллах есть важные захоронения XIX в., а в левом крыле трансепта — очень интересная роспись, сделанная на гипсе в XVI веке, «Непорочная с лилией».
Проект маркиза де Кубаса был изменён в 1944 году архитекторами Карлом Сидро и Фернандо Чуэка-Гойтия. Строительство собора было закончено в 1993 году. Его освящение папой Иоанном-Павлом II состоялось 15 июня 1993 года. Оба фасада выполнены в неоклассическом стиле эрререско, а купол высотой 75 м, творение Чуэки-Гойтия, — в необарочном.
Внутри собор очень светлый, в неоготическом стиле, с тремя нефами и заалтарным проходом. В плане имеет форму латинского креста. Длина центрального нефа — 99 м, длина трансепта — 65 м. При его строительстве использовали камень-песчаник, известняк из Кольменара и гранит. Главный алтарь сделан из зелёного гранадского мрамора. Распятие XVII в., которое венчает алтарь, выполнено в барочном стиле Хуаном де Меса. Картина «Снятие одежд с Христа» позади алтаря написана в XVII веке Франциско Рицци. Кресла хоров из орехового дерева конца XVI века были перенесены сюда из старинной церкви Св. Кармен.
Боковые капеллы посвящены святым Мадрида, некоторые без каких-либо украшений. Наиболее значительные украшения капелл собора — фигура Иоанна Крестителя XVIII века работы Мишеля, в первой капелле справа, в правом крыле трансепта — ретабло Хуана Бургундского начала XVI века, того же периода фигура Богородицы Альмудены, покровительницы города. В заалтарном проходе — ларец с останками Св. Исидра, интереснейшее произведение XVIII в. с росписями и «Христос лежащий» Хуана де Авалоса. В первой капелле слева — «Христос, привязанный к столбу», работы Джаккомо Коломбо.
В мае 2004 года в этом храме проходило венчание наследного принца Фелипе и телеведущей Летисии Ортис.